# Klasztor Ghazali
Klasztor Ghazali – dawny nubijski klasztor chrześcijański, w okolicach Wadi Abu Daum, na pustyni Bajjuda w Sudanie, ok. 20 km od współczesnej miejscowości Karima. Ufundowany został prawdopodobnie przez króla Merkuriosa. Towarzyszą mu pozostałości niewielkiej osady, cmentarzysk i stanowisk do wytopu żelaza.

## Historia
Średniowieczne królestwa Makurii, Alodii i Nobatii za pośrednictwem misji kierowanych z Bizancjum w II poł. VI w. oraz za sprawą wpływów kultury koptyjskiej znalazły się w kręgu chrześcijaństwa. Prawdopodobnie na Nubię rozszerzył się prężnie rozwijający się w Egipcie monastycyzm. O klasztorach nubijskich zachowało się jednak bardzo niewiele źródeł, głównie relacji arabskich historyków i podróżników. Same monastery, w odróżnieniu od egipskich, nie wytworzyły własnej literatury. Ośrodki życia monastycznego w Nubii zostały opuszczone po upadku chrześcijańskich królestw w regionie. Na podstawie inskrypcji nagrobnych z cmentarza mnichów oraz datowania materiału ceramicznego odnalezionego w monasterze badacze wnioskują, że klasztor funkcjonował między wiekiem IX a końcem wieku XI, przynajmniej do około roku 1080. W drugiej połowie XII wieku klasztor w Ghazali zaczął stopniowo podupadać, kres jego funkcjonowania nastąpił w trzeciej ćwierci XIII wieku.

## Odkrycia archeologiczne
Klasztor Ghazali został założony w pobliżu szlaku karawanowego prowadzącego przez Wadi Abu Daum z Meroe do Napaty. Równocześnie oddalony był o ok. 15 km od większych osad oraz od Nilu, co sprawiało, że miejsce to było idealne dla prowadzenia życia monastycznego.
Centrum życia duchowego mnichów w obrębie klasztoru stanowiły dwa kościoły – Północny oraz Południowy. Kościół Północny, typowy kościół makurycki, wzniesiono prawdopodobnie między 680 a 720 rokiem, na planie bazyliki. W pierwszej fazie posiadał trzy nawy oraz płaski dach spoczywający na łukach wspartych na granitowych kolumnach. Dolne części ścian wykonano z piaskowca, górne natomiast z wypalanej cegły. Ściany zdobiła dekoracja malarska, która zachowała się jednak jedynie w dwóch pomieszczeniach. Kościół Południowy, zbudowany w całości z cegły mułowej na przełomie X i XI wieku, ma plan trapezu. Naos nie posiada układu trójdzielnego, co jest nietypowe dla architektury makuryckiej. W obu kościołach zachowały się elementy wyposażenia takie jak synthronon (ława do siedzenia dla kleru znajdująca się w sanktuarium), czy ambona.
Badania archeologiczne wskazują, że jako pierwszy zbudowany został kościół klasztorny i budynki dla mnichów, dopiero później całość otoczono murem – całego założenia nie budowano według z góry ustalonego planu. Ghazali zbudowano z kamieni łączonych zaprawą mułową, jedynie do budowy kościoła użyto piaskowca. Cegłę, typowy budulec w innych chrześcijańskich świątyniach nubijskich, wykorzystano tylko na niewielką skalę. W szczytowym okresie funkcjonowania klasztoru mógł on pomieścić jednocześnie ok. 70 mnichów zakwaterowanych w trzyosobowych sypialniach.
W pobliżu klasztoru odkryto dwa współczesne mu centra metalurgiczne. Piece do wytopu żelaza mają niespotykaną formę: wloty powietrza znajdują się w ich górnej części a w dolnej znajdowała się płyta ceramiczna ułatwiająca wypływanie szlaki na zewnątrz pieca. W obrębie zabudowań klasztornych znajdował się refektarz (jadalnia), a także urządzenia do produkcji pożywienia, między innymi młyn z towarzyszącymi mu silosami oraz prasa oliwna – jedyne tego typu zabytki znane z terenu Nubii. Dormitoria zajmowały wolnostojący budynek wykonany z cegły mułowej. Mieściły się tu także dwa zespoły sanitarne z łazienkami oraz kilkudziesięcioma latrynami.
Od zachodu, południa i wschodu od klasztoru rozciągał się cmentarz z pochówkami mnichów, na którym zachowało się ponad 2 tys. widocznych na powierzchni grobów. Przetrwało kilkadziesiąt stel nagrobnych z terakoty lub piaskowca, niektóre kompletne, inne tylko we fragmentach. Na ścianach Kościoła Północnego zidentyfikowano 137 inskrypcji, które dostarczają istotnych informacji o życiu mnichów, a także o osobach odwiedzających klasztor. Inskrypcje nagrobne wykonywane były w językach staronubijskim, greckim lub koptyjskim. Użycie tego ostatniego języka może sugerować obecność mnichów pochodzenia egipskiego we wspólnocie monastycznej; wskazywałoby to z kolei na to, że do Ghazali mogli przybywać mnisi uciekający przed prześladowaniami Koptów na przełomie X i XI w.

## Historia badań
Klasztor opisali niezależnie od siebie francuski geograf i inżynier Linant de Bellefonds oraz brytyjski egiptolog Wilkinson, obaj w 1821. Każdy z nich opisał ruiny ośrodka monastycznego w dzienniku podróży i wykonał szkice obiektu. W maju 1844 plan ruin świątyni klasztornej wykonał Karl Richard Lepsius, podczas badań Pruskiej Ekspedycji Archeologicznej. Zebrał on również pewną liczbę terakotowych nagrobnych steli z cmentarza mnichów i przewiózł je do Berlina. W XIX w. monaster opisywali i szkicowali również polski uchodźca polityczny Cienkowski oraz francuski architekt Trémaux. W latach 1953–1954 eksplorację archeologiczną klasztoru przeprowadziła sudańska Służba Starożytności. Odsłonięto  wówczas wnętrze kościoła z półtorametrowej warstwy piasku, oczyszczono kilka dalszych pomieszczeń i powtórnie nakreślono plan budynków.
W latach 2012–2018 badania archeologiczne w Ghazali prowadzili polscy badacze pod kierunkiem Artura Obłuskiego w ramach ekspedycji Centrum Archeologii Śródziemnomorskiej Uniwersytetu Warszawskiego. Odkryto drugi kościół klasztorny, mniejszy od głównego, oraz znaczna liczba stel nagrobnych. Badania wykazały, że wcześniejsze plany kompleksu klasztornego były niekompletne, a jego rzeczywiste rozmiary były porównywalne z tymi, jakie posiadały klasztory bizantyńskie fundowane przez cesarzy. Rozmach, z jakim wzniesiono klasztor dowodzi potęgi i bogactwa Makurii. W głównym (północnym) kościele klasztornym odkryto inskrypcję z zapisem modlitwy Baranku Boży.